# Dicranoloma chilense
Dicranoloma chilense là một loài Rêu trong họ Dicranaceae. Loài này được (De Not.) Ochyra & Matteri mô tả khoa học đầu tiên năm 1996.